# Komuna e Gjerbësit
Komuna e Gjerbësit är en kommundel och tidigare kommun i Albanien.   Den ligger i prefekturen Qarku i Beratit, i den centrala delen av landet, 90 km söder om huvudstaden Tirana.
Trakten runt Komuna e Gjerbësit består till största delen av jordbruksmark.  Runt Komuna e Gjerbësit är det ganska glesbefolkat, med 27 invånare per kvadratkilometer.